# Näverdokument

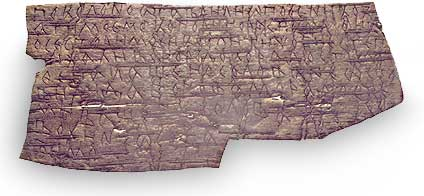
Näverdokument nummer 497, daterat till omkring 1340-1490 (Novgorod).

Ett näverdokument är ett dokument skrivet på näver från björk. Denna typ av dokument har framställts i olika kulturer. Exempelvis finns buddhistiska texter skrivna på björknäver och bevarade i lerkärl. Ett antal näverdokument har även påträffats i olika delar av Östeuropa, framför allt i Novgorod.

## Buddhistiska texter
De äldsta bevarade nävermanuskripten är buddhistiska texter från första århundradet, som tros vara skrivna i Afghanistan av Dharmaguptaka-sekten. De innehåller bland annat Dhammapada och Noshörningshornsutran (Khargaviṣana-sutra) och är skrivna med svart bläck på näverrullarna, där skriften löper på båda sidorna av nävern.
Barken från himalajabjörk (Betula utilis) används än idag i Indien och Nepal för att skriva heliga mantran.

## Östeuropa

### Fynd och fyndplatser
Den 26 juli 1951 hittades det första ryska näverbrevet vid utgrävningar i Novgorod ledda av Artemij Artsichovskij. Fyndet daterades till omkring år 1400. Sedan dess har man i Staraja Russa, Smolensk, Torzjok, Pskov, Tver, Moskva och Staraja Rjazan sammanlagt funnit fler än 1 000 dokument. De flesta av näverbreven har hittats i Novgorod. I Ukraina har fynd av näverdokument gjorts i Zvenihorod i Volynien. I Belarus har ett flertal fynd gjorts i Vitebsk samt Mstislavl.

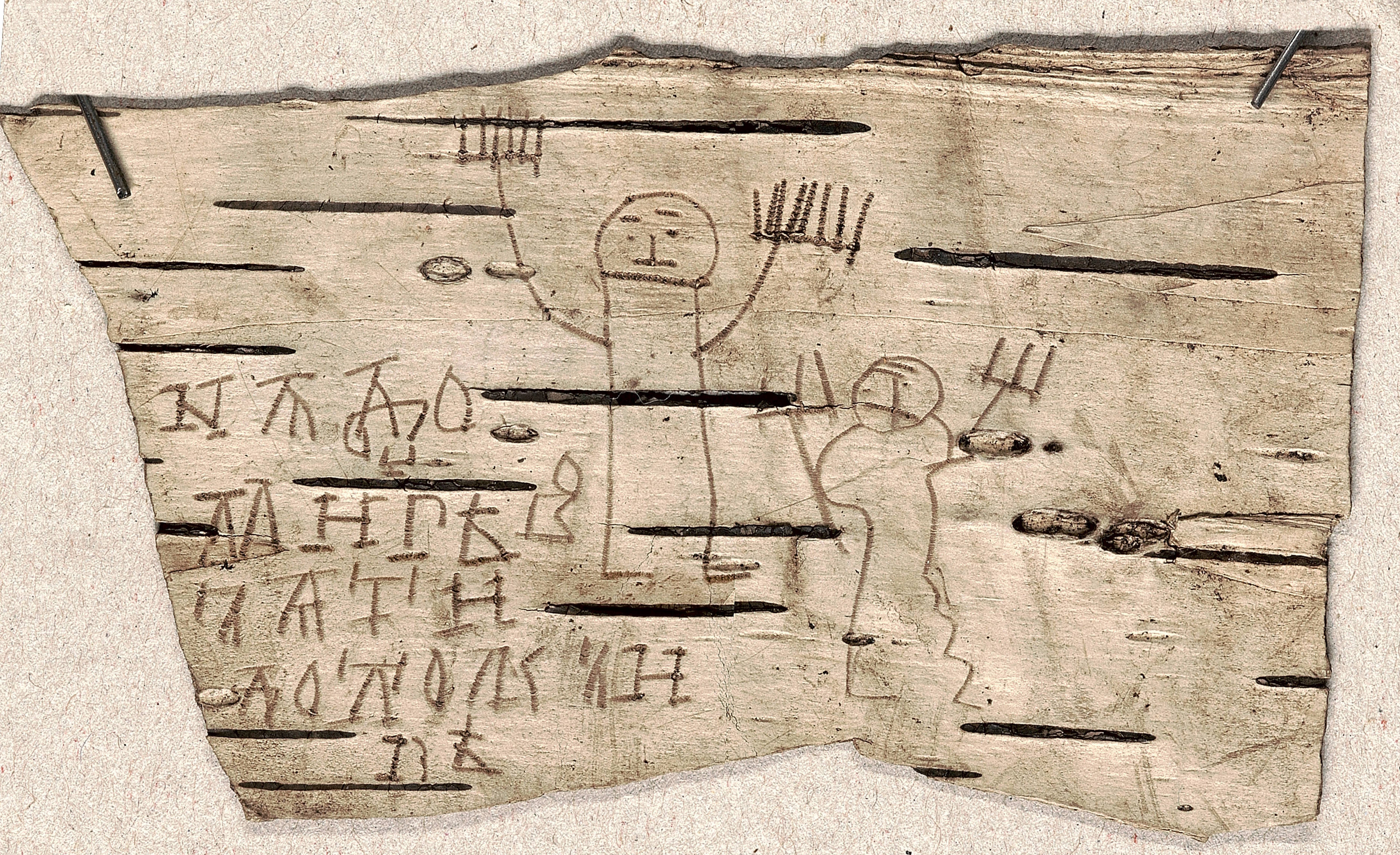
Näverdokument nummer 202 innehåller stavningsövningar och teckningar utförda av en pojke som hette Onfim. Expertis anser att pojken var mellan sex och sju år gammal då texten skrevs.

De ovanligt välbevarade dokumenten har legat begravda i ett djupt kulturlager (i Novgorod är lagret åtta meter djupt) täckt med lera med hög vattenhalt. Detta har förhindrat syre från att bryta ned materialet. Utgrävningar i stor skala med syfte att finna sådana dokument inleddes i Novgorod så sent som 1932, även om försök till utgrävningar gjordes redan på 1800-talet.
Näverdokument har tidigare omnämnts i gamla östslaviska manuskript. Själva upptäckten av näverbreven (ryska: берестяна́я гра́мота, berestjanaja gramota) har medfört att kunskapen om östslavisk kultur och språkbruk har utökats väsentligt. Man har även funnit ett hundratal skrivdon, mestadels av järn men även av ben eller brons.

### Innehåll och datering
De ryska forskarna Valentin Janin och Andrej Zaliznjak menar att dokumenten för det mesta är vanliga brev skrivna av personer som talade en gammal Novgorod-dialekt. Det är både personliga brev och affärsbrev. Vissa brev innehåller obscent språk. Mycket få dokument är skrivna på fornkyrkoslaviska och bara ett enda på fornnordiska. De tidigast daterade fynden av näverbrev är från 1000-talet och de senast daterade är från 1400-talet.
Zaliznjak berättar i en intervju som gjordes i samband med hans promotion till hedersdoktor vid Uppsala universitet att näverbreven bland annat visar att läs- och skrivkunnigheten i Novgorodområdet var större än man tidigare trott, och utifrån de kortfattade meddelandena kan man också uttyda att kvinnans ställning var friare och starkare än i övriga Ryssland.

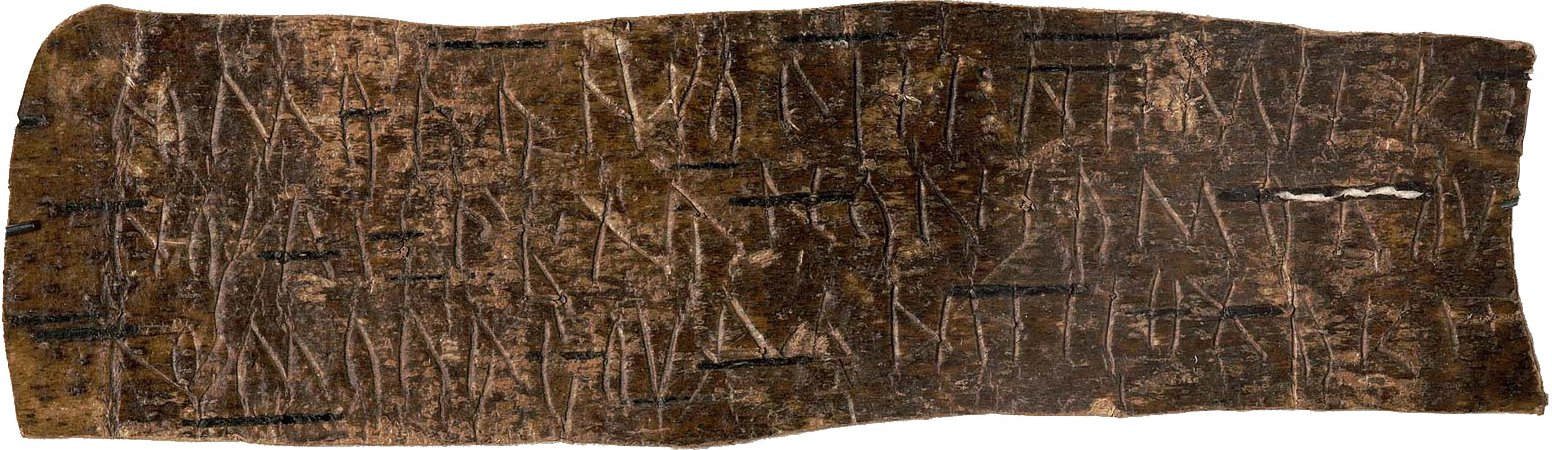
Näverdokument nummer 292, det äldsta kända dokumentet på finska, daterat till första halvan av 1200-talet.

Dokument nummer 292, upptäckt 1957 vid utgrävningarna i Novgorod, är det äldsta kända dokument som är skrivet på finska. Det är daterat till början av 1200-talet. Språket antas vara en ålderdomlig form av karelska.

### Antal funna näverbrev
De allra flesta östeuropeiska näverbreven som hittills har hittats (fram till 2012) har återfunnits vid utgrävningar i Novgorod. Nedan syns antalet funna brev och på vilka orter de hittats.
| Novgorod                       | 1050 |
| Staraja Russa                  | 45   |
| Тоrzjok                        | 19   |
| Pskov                          | 8    |
| Smolensk                       | 16   |
| Vitsebsk (Vitryssland)         | 1    |
| Mstislavl (Vitryssland)        | 1    |
| Tver                           | 5    |
| Moskva                         | 3    |
| Staraja Rjazan                 | 1    |
| Nizjnij Novgorod               | 1    |
| Zvenihorod Galitskij (Ukraina) | 3    |

### Betydelse för språkforskningen
Elisabeth Löfstrand, filosofie doktor och docent vid Slaviska institutionen, Stockholms universitet, och hedersdoktor vid Novgorods universitet, har beskrivit näverbreven som en ovärderlig källa till kunskap om det ryska språkets utveckling.
I det medeltida Ryssland var kulturens språk kyrkslaviska, ett språk som visserligen var närbesläktat med ryskan men importerats från de sydslaviska länderna i samband med kristnandet 988. Kyrkslaviskan förblev skriftspråk ända in på 1600-talet, medan olika former av ryska var det talade språket. Hade näverbreven inte bevarats så väl i Novgorods fuktiga lerjordar, skulle vi inte ha fått veta hur mycket man också skrev på ryska – på näver istället för på papper och pergament, och om de mest skilda ämnen.

### Exempel på näverbrevstexter
Elisabeth Löfstrand ger i sin artikel om Näverbreven från Novgorod några vältaliga exempel på vad helt vanliga människor skrev till varandra på den tiden. Så här skriver en förskjuten hustru till sin bror i slutet av 1100-talet:
| ”                      | Från Gostiata till Vasilij. Det som min far gav mig och släkten sköt till, det behåller han. Nu tar han sig en ny hustru, men mig vill han inte ge någonting. Han har jagat bort mig, och tar annan till hustru. Kom hit är du snäll! | „ |
| – Gostiata, 1100-talet | |   |

Den olyckliga Gostiata drivs från sitt hem och berövas dessutom sin hemgift, som hon har lagstadgad rätt till.
Ett annat exempel, daterat till 1300-talet:
| ”                      | Hälsning från Nastasia till mina bröder. Min Boris finns inte längre bland de levande. Hur ska ni, mina herrar, nu ta hand om mig och mina barn? | „ |
| – Nastasia, 1300-talet | |   |

## Nordamerika
Indianfolken i Nordamerika skrev också på näver. Ojibwa-folket tillverkade wiigwaasabak, rullar av björknäver, för att nedteckna stammens historia och berättelser som skulle bevaras för kommande generationer. Det var frågan om komplexa geometriska mönster och former som skulle underlätta memorerandet. När dessa användes i magiska sammanhang kallades de mide-wiigwaas. Nordamerikanska näverdokument har datererats bakåt i tiden till åtminstone 1560.

## Indien

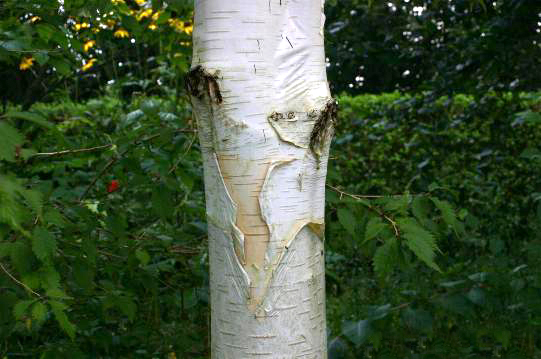
Stammen på en himalajabjörk.

Nävern från everestbjörk (Betula utilis) har i århundraden använts i Indien i stället för papper, särskilt i Kashmir-området. Användningen finns dokumenterad i text på 300- och 400-talet e. Kr. Nävern fortsatte att ha stor betydelse fram till 1500-talet när pappret introducerades av den indiske stormogulen Akbar den store.
Nävern från everestbjörken används än idag i Indien och Nepal för att skriva heliga mantran.